# 達斯科·波波夫
達斯科·波波夫（1912年7月10日—1981年8月18日）
波波夫半年前就攔截到日軍要偷襲珍珠港的情報，因此才到美國九天，他就向聯邦調查局預告何時何日會發生。當時的局長胡佛對這位歐洲來的花花公子嗤之以鼻，竄改波波夫提供的情報，讓羅斯福總統蒙在鼓裡。